# Gottlieb Biermann (Historiker)
Gottlieb Biermann (* 12. April 1828 in Pressburg; † 10. Februar 1901 in Prag) war ein österreichischer Historiker und Pädagoge. Sein wissenschaftliches Wirken bezog sich hauptsächlich auf die Geschichte des mährisch-schlesischen Grenzraums.

## Leben
Nach dem Besuch des Pressburger Gymnasiums studierte Gottlieb Biermann Theologie und Pädagogik in Jena. Von 1848 bis 1852 wirkte er als Privatlehrer in seiner Heimatstadt. 1851 und 1852 unterrichtete er an der Städtischen Realschule in Pressburg. 1852 immatrikulierte er sich an der Universität Wien für Geschichte, Geographie, Germanistik und Literatur. Nach dem Studienabschluss wirkte er viele Jahre als Gymnasiumdirektor im schlesischen Teschen. 1873 wurde er zum Direktor des k. k. Staats-Obergymnasiums in der Prager Kleinseite befördert.
Biermann verfasste u. a. zahlreiche Abhandlungen über die Geschichte des mährisch-schlesischen Grenzraumes. Bekannt wurde er insbesondere mit seinen umfangreichen Werken über die Fürstentümer Teschen, Troppau und Jägerndorf.

## Schriften
- Geschichte des Herzogthums Teschen, Teschen 1863 [396 Seiten]. Zweite Anflage. Teschen 1894 (Digitalisat)
- Geschichte der Herzogthümer Troppau und Jägerndorf. Prochaska, Teschen 1874 (Digitalisat) [690 Seiten]
- Geschichte des Gymnasiums der Kleinseite in Prag, In: Programm des Obergymnasium der Kleinseite, Prag 1880
- Geschichte des Protestantismus in Oesterreich-Schlesien, Prag 1897 [223 Seiten]
- Verfassungsgeschichte der Stadt Troppau bis 1614. In: Programm des K.K. zweiten (Evangelischen) Staats-Gymnasiums in Teschen, Teschen 1872
- Zur Geschichte der Herzogthümer Zator und Auschwitz. In: Sitzungsberichte der Akademie der Wissenschaften, Wien, Philosophisch-Historische Classe Bd. 40.1862, Wien 1863 [40 Seiten]
- Nikolaus II. 1318–1365. In: Programm des ev. Gymnasiums, Teschen 1871
- Das ehemalige Benediktinerstift Orlau im Teschnischen. In: Programm des ev. Gymnasiums, Teschen 1862
- Geschichte des k.k. evangelischen Gymnasiums [in Teschen]. In: Programm des ev. Gymnasiums, Teschen 1859
- Geschichte der evangelischen Kirche Oester. Schlesiens mit besonderer Rücksicht auf die der Gnadenkirche in Teschen., Teschen 1859 [144 Seiten]
- Otakars II. Stellung zur roem. Curie und zum Reiche. In: Programm des ev. Gymnasiums, Teschen 1857 [50 Seiten]